# Déraciné
Déraciné est un jeu vidéo d'aventure en réalité virtuelle, développé par FromSoftware et édité par Sony Interactive Entertainment exclusivement sur PlayStation 4 et compatible avec le PlayStation VR. Le jeu est sorti en novembre 2018.

## Système de jeu
Le joueur incarne un esprit dans un orphelinat isolé. Le but est de tisser des liens avec les pensionnaires, résoudre des énigmes pour changer leur destin. Le joueur doit explorer son environnement en réalité virtuelle, à la recherche de mécanismes et de cachettes.

## Accueil
- Game Informer : 7/10[2]
- GameSpot : 5/10[3]
- IGN : 7,8/10[4]